# Corypha umbraculifera
Corypha umbraculifera, jedna od najvećih vrsta palmi na svijetu. Ova palma naraste do 20 ili 25 metara visine, promjera je do jedan metar. Listovi su dugi do 5 metara, a ima peteljke do 4 metra dužine.
C. umbraculifera raste po Indiji i Šri Lanki, i pruža širok spektar hrane i materijala za lokalno stanovništvo; a uvezeno je i u neke druge države.
- C. umbraculifera
- C. umbraculifera
- C. umbraculifera
- C. umbraculifera

## Sinonimi
- Bessia sanguinolenta Raf.
- Corypha guineensis L.